# ماريو زاغالو
ماريو زاغالو (9 أغسطس 1931- 5 يناير 2024) لاعب كرة قدم ومدرب برازيلي سابق. حاصل على الرقم القياسي بعدد ألقاب كأس العالم بإجمالي أربعة ألقاب، والرقم القياسي لبلوغ نهائيات كأس العالم بست مشاركات. وهو أول لاعب يفوز بكأس العالم لكرة القدم مدرِّبًا ولاعبًا؛ فقد فاز بالبطولة عامي 1958 و1962 لاعبًا، وعام 1970 مدرِّبًا، وعام 1994 مساعدًا للمدرِّب.
وبلغ مع البرازيل عام 1974 المركز الرابع في البطولة مدرِّبًا، وفي عام 1998 مركزَ الوصيف، وكان مساعدًا فنيًا في عام 2006. وهو الأول من بين ثلاثة لاعبين يفوز بكأس العالم لاعبًا ومدرِّبًا، والآخران هما الألماني فرانز بيكنباور (الذي توفي بعد يومين من وفاة ماريو) والفرنسي ديدييه ديشامب.
في عام 1992، مُنح ماريو وسام الاستحقاق من الفيفا، وهو أعلى تكريم تمنحه المنظمة العالمية لكرة القدم، تقديراً لإسهاماته البارزة في عالم الساحرة المستديرة. وأضافت مجلة "وورلد سوكر" الشهيرة إلى سجله الحافل عندما اختارته كتاسع أعظم مدرب في تاريخ كرة القدم عام 2013. وفي الخامس من يناير 2024، رحل الأسطورة عن عمر ناهز 92 عاماً، ليكون بذلك آخر لاعب برازيلي على قيد الحياة شارك في نهائي كأس العالم 1958، محملاً معه ذكريات العصر الذهبي لكرة القدم البرازيلية.

## شخصيته
ماريو هو جناح أيسر كان يتميز بقوامه الصغير لكنه عوّض عن ذلك بمهاراته الفنية الراقية واجتهاده الدفاعي غير المسبوق. تميز بقدرته الفريدة على الانطلاق الهجومي من مناطق عميقة في الملعب، كما أظهر مرونة تكتيكية مكّنته من اللعب كمهاجم صريح أو مهاجم داخلي عند الحاجة. هذه الخصائص الفريدة أكسبته لقب "فورميجينها" (النملة الصغيرة) بين زملائه ومعجبيه، تقديراً لجهده الدؤوب وقدرته على التغلّب على التحديات الجسدية.

## الخصائص وأسلوب اللعب
كان ماريو لاعب جناح أيسر متوسط القامة ونحيل البنية، لكنه اشتهر بمهاراته الفنية. في بداياته، نادرًا ما كان يربح الالتحامات الثنائية، لكنه عوّض نقص الكتلة العضلية بسرعته الكبيرة، وحركته النشطة، وذكائه التكتيكي الواضح.

اعتُبر لاعبًا متقدّمًا على زمنه، إذ كان يؤدي الأدوار الدفاعية بكفاءة، إلى جانب قدرته على التقدم والمشاركة في الهجمات من مناطق متأخرة في الملعب. كما كان قادرًا على اللعب كمهاجم، سواء كرأس حربة أو كجناح داخلي. أتاحت له مرونته التكتيكية الفرصة للمدرّب فيسينتي فيولا (مدرّب البرازيل في كأس العالم 1958) أن يبتكر ويُقدّم للعالم خطة 4–3–3، في وقت كانت الفرق تعتمد بشكل أساسي على خطة 4–2–4. في مقابلة مع مدوّنة العين التكتيكية للصحفي أندريه روشا، تحدّث ماريو عن التركيبة التكتيكية التي لعب بها المنتخب في 1958، فقال:
"خطة 4–3–3 لم تُولد في 1962. في 1958 كنتُ بالفعل أؤدي الدورين. مع الكرة، كنتُ جناحًا تقليديًّا. لكن أيضًا كنتُ أعود وأغطي نيلتون سانتوس. من دون الكرة، كنتُ الرجل الذي يصنع التفوق العددي: إذا جاءت هجمة الخصم من جهتنا، كنتُ أساعد نيلتون في مراقبة الجناح، اثنان ضد واحد. وإذا جاءت من الجهة الأخرى، كنتُ أعود إلى الوسط فنصبح ثلاثة: زينو، وديدي، وأنا، ضد اثنين من الخصم في خط الوسط."
ومن أبرز الأمثلة على دوره في الملعب ما حدث في نهائي كأس العالم 1958؛ إذ أنقذ كرة برأسه كانت ستصبح الهدف الثاني للمنافس (وكانت النتيجة حينها 1–0 لصالح أصحاب الأرض)، بعدما تجاوزت الكرة الحارس. وفي نهاية المباراة، سجّل ماريو الهدف الرابع للبرازيل.

## بداية حياته
وُلد ماريو جورجي لوبو زاغالو في التاسع من أغسطس عام 1931 ببلدة أتالايا الساحلية في وسط البرازيل. انتقل مع أسرته إلى ريو دي جانيرو وهو لم يتجاوز الثمانية أشهر من عمره، حيث ترعرع في أحضان المدينة التي ستشكل مستقبله الكروي.
في سنوات شبابه، أدى ماريو خدمته العسكرية الإلزامية في الجيش البرازيلي، وكانت له تجربة مميزة عندما تم تعيينه في ملعب ماراكانا الشهير خلال كأس العالم 1950. وهناك شهد عن قرب المأساة الكروية التي هزت البلاد عندما خسر المنتخب البرازيلي المباراة الحاسمة أمام الأوروغواي، وهي اللحظة التي تركت أثراً عميقاً في نفسيته وأثّرت لاحقاً على فلسفته الكروية.

## مسيرته الرياضية

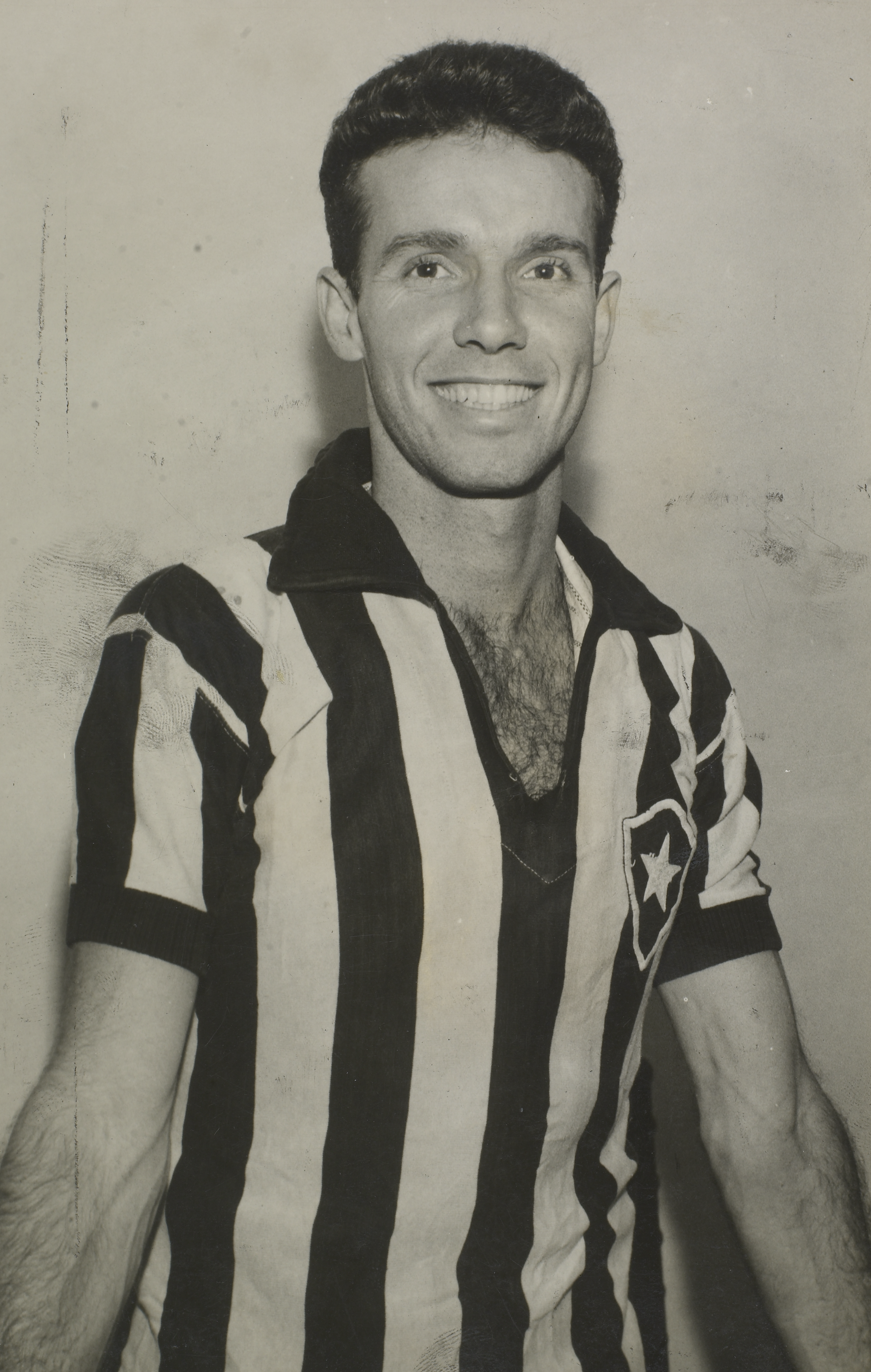
زاجالو خلال فترة لعبه مع نادي بوتافوغو

### لاعب
بدأ مسيرته لاعبَ كرة قدم مع نادي أمريكا البرازيلي، قبل أن ينتقل إلى نادي فلامنغو عام 1950 حيث تحول إلى لاعب محترف. سرعان ما أثبت نفسه في الفريق الأول وساهم بشكل كبير في تحقيق ثلاث بطولات متتالية للدوري المحلي (كامبيوناتو كاريوكا) بين 1953 و1955.
في عام 1958، انتقل ماريو إلى نادي بوتافوغو ليكوّن مع أساطير المنتخب البرازيلي آنذاك مثل غارينشا ونيلتون سانتوس وديدي. مع هذا الفريق القوي، حقق بطولتين في بطولة ريو-ساو باولو واثنتين في الدوري المحلي، واستمر في اللعب مع بوتافوجو حتى اعتزاله عام 1965.
لعب ماريو 33 مباراة مع المنتخب البرازيلي الأول بين 1958 و1964، سجل خلالها 5 أهداف. كانت مشاركته في كأس العالم 1958 بالسويد نقطة تحول في مسيرته، حيث دخل التشكيلة الأساسية بعد إصابة بيبي وسجل هدفاً في المباراة النهائية التي توجت البرازيل بأول لقب عالمي في تاريخها.
كما كان عضواً أساسياً في الفريق الذي احتفظ بالكأس عام 1962 في تشيلي، حيث شارك في جميع مباريات البرازيل كأساسي، مسجلاً بذلك اسمه كأحد أهم اللاعبين الذين ساهموا في تأسيس أمجاد الكرة البرازيلية العالمية.

### مدرب

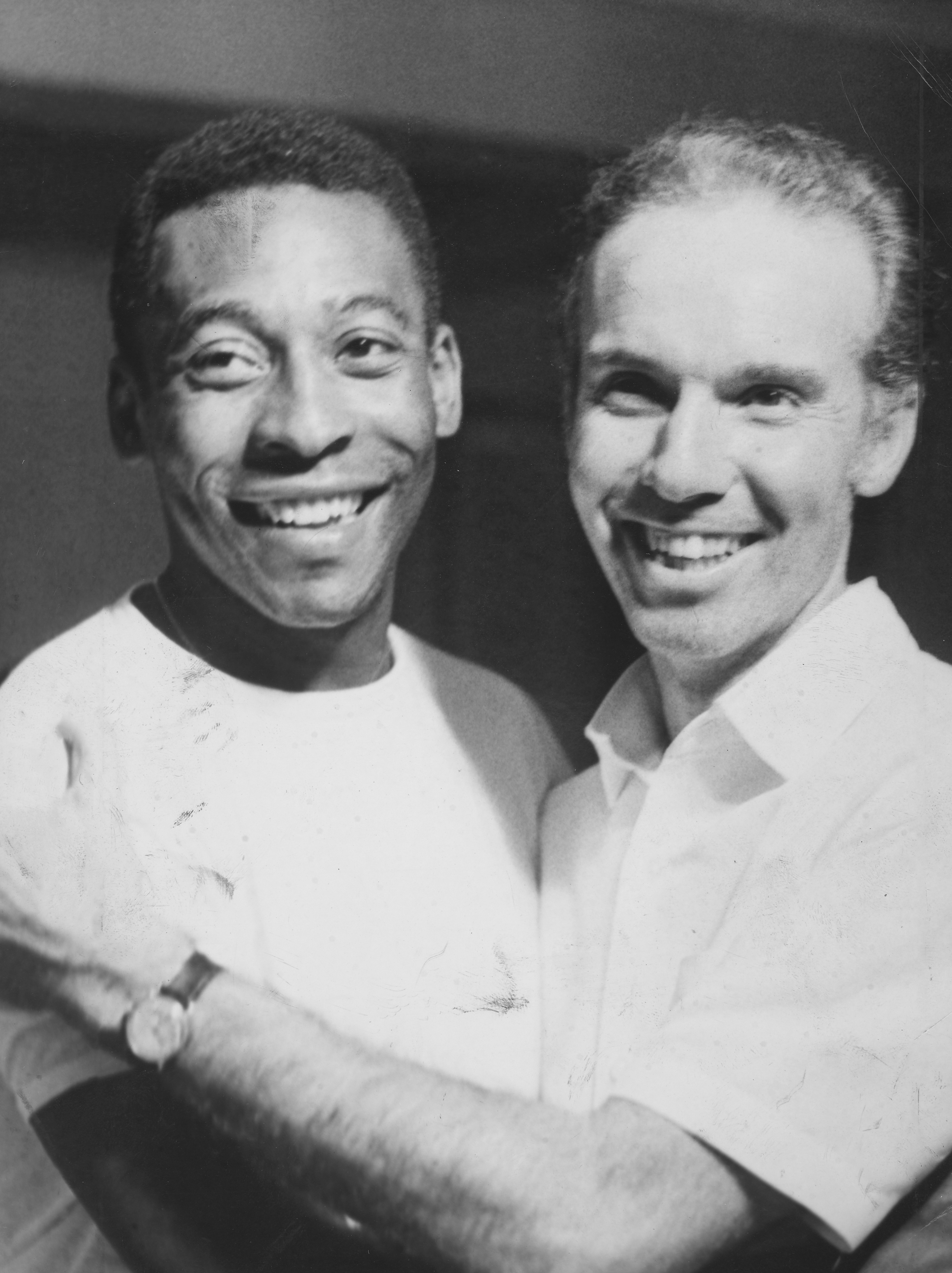
زاجالو مع بيليه في عام 1970

كرّس ماريو فلسفته التدريبية على الابتكار التكتيكي، حيث اعتمد تشكيلة 4-2-3-1 مع المنتخب البرازيلي، مع تركيز خاص على الإعداد البدني المكثف للاعبين استعداداً للمنافسات الطويلة. كان رائداً في هذا المجال، خاصة في كأس العالم 1970 حيث وضع أسساً جديدة في التحضير البدني للبطولات الكبرى.

اكتسب ماريو لقب "الأستاذ" من لاعبيه نظراً لعمق رؤيته التكتيكية وقيادته الحكيمة على دكة البدلاء، كما عُرف بلقب "فيلهو لوبو" (الذئب العجوز) الذي يعكس شخصيته القيادية واسم عائلته "لوبو" الذي يعني ذئب بالبرتغالية. هذان اللقبان يعكسان احتراماً كبيراً من قبل لاعبيه وخصومه على حد سواء لفطنته التكتيكية وحنكته الإدارية.

زاغالو مع بيليه

توجه ماريو إلى مهنه التدريب، فقاد نادي بوتافوغو منذ عام 1966 حتى عام 1970، ثم انتقل إلى تدريب منتخب البرازيل لكرة القدم، وحقق لقب بطولة كأس العالم عام 1970، و كان منتخب البرازيل حينئذ في قمَّة مستواه، ويعدُّه الكثير من البرازيليين الأفضلَ على مرِّ التاريخ، وبعد فوزه بكأس العالم أصبح أولَ شخص يفوز بكأس العالم لاعبًا ومدربًا.
في كأس العالم 1974 بألمانيا، واجه ماريو تحديات كبيرة مع غياب بيليه وإصابات أساسيين مثل توستاو وكارلوس ألبيرتو توريس. اضطر لاعتماد أسلوب عنيف لمجابهة الفرق الأوروبية، لكن البرازيل خرجت من الدور الثاني بعد خسارتها 2-0 أمام هولندا، ثم خسرت مباراة المركز الثالث أمام بولندا.
عام 1989، قاد ماريو المنتخب الإماراتي الهواة إلى أول تأهل تاريخي لكأس العالم 1990، لكنه غادر قبل البطولة ليعود إلى فاسكو دا غاما. عاد بعدها كمنسق ومساعد للمنتخب البرازيلي، وساهم في الفوز بلقب 1994.
تولى ماريو تدريب البرازيل مرة أخرى في كأس العالم 1998، حيث وصل بالفريق إلى النهائي لكنه خسر 3-0 أمام فرنسا المضيفة بعد إصابة رونالدو المفاجئة. في نوفمبر 2002، خرج ماريو من التقاعد ليقود البرازيل مرة أخرى بعد رحيل سكولاري، حيث خاض مباراة ودية واحدة فقط أمام كوريا الجنوبية انتهت بالفوز 3-2.

### فلامنغو
في عام 1950، انتقل إلى فريق الشباب في نادي فلامنغو، وهو النادي الذي وقّع فيه على أول عقد احترافي في مسيرته سنة 1951، وحقق معه، من بين إنجازات أخرى، ثلاثية بطولة كاريوكا في الأعوام 1953 و1954 و1955. غادر الجناح الأيسر الفريق الأحمر والأسود مباشرة بعد فوزه مع المنتخب البرازيلي بكأس العالم سنة 1958. لم يكن زاغالو يرغب في مغادرة فلامنغو، لكن تأخّر الإدارة في التفاوض جعله يوقّع مع الغريم بوتافوغو.
"لم أكن أريد أن أغادر فلامنغو. جاء المدرب فليتاس سوليش والمدير فاديل إلى منزلي، وتحدثا معي. لا زلت أتذكر جيدًا ما قلته لهما: (أنا لا أريد الرحيل، لقد عرضتُ عليكم أن أتنازل عن حصة انتقالي مقابل وظيفة في بنك الادخار الحكومي)، لأنها كانت ضمانتي للمستقبل. (أنا ألعب، لكنني أفكر في الغد، وحتى اليوم لم تصغوا إليّ). بعدها جاءت بورتوغيزا تعرض 3 ملايين، وبالميراس يعرض 5 ملايين، وفي النهاية قبلت الذهاب إلى بوتافوغو مقابل 3 ملايين. لماذا؟ لأن بوتافوغو كان فريقًا جيدًا، ثم إن زوجتي كانت معلمة، وكانت ستخسر جميع حصصها إن انتقلنا إلى ساو باولو."
— زاغالو، في مقابلة مع جايمي بيمينتا فالينتي فيليو ضمن كتاب "ماريو جورجي لوبو زاغالو: بين المقدّس والدنيوي، قصة حياة"، كلية الرياضة، جامعة بورتو، البرتغال، 2006
بحسب إحصاءات "دليل فلامنغو" الذي أعدّه روبيرتو أسّاف وكلوفيس مارتينس، فقد خاض "فورميغينيا" (النملة الصغيرة)، كما كان يُلقّب آنذاك، ما مجموعه 205 مباراة مع النادي، فاز في 128 منها، وتعادل في 38، وخسر في 39، وسجّل 29 هدفًا.
بوتافوغو

حقّق ماريو مع نادي بوتافوغو لقب بطولة كاريوكا مرتين (1961 و1962)، إضافة إلى بطولة ريو-ساو باولو في عامي 1962 و1964، كما فاز لاحقًا مع النادي ببطولة كأس البرازيل وعدد من الألقاب الدولية عندما كان مدرّبًا للفريق. كان الجناح الأيسر جزءًا من العصر الذهبي للنادي، حيث لعب إلى جانب نجوم مثل غارينشا، وديدي، ونيلتون سانتوس.
"الحديث عن بوتافوغو بالنسبة لي أمر معقّد، لأنه كان حاضرًا دائمًا في حياتي."

 — ماريو
وعلى الرغم من أنّ ماريو خاض أيضًا تجربة ناجحة مع نادي فلامنغو، إلا أن مكانته كأسطورة كروية ترسّخت في جنرال سيفيريانو، معقل نادي بوتافوغو. ليس من قبيل الصدفة أن يُحتفل بـ يوم مشجّع بوتافوغو في 9 آب، وهو يوم ميلاد "الذئب العجوز".
بدأ ارتباط ماريو بنادي بوتافوغو من خلال واقعة غير متوقعة: فقد انضمّ إلى الفريق بعد كأس العالم 1958 في السويد، قادمًا من فلامنغو، حيث تأخّر الأخير في تجديد عقده. اختار ماريو البقاء في ريو دي جانيرو ووافق على عرض الغريم التقليدي. ارتدى القميص رقم 13، وبقي في النادي حتى اعتزاله في عام 1965.
كان ماريو معروفًا بطبعه الحاد، لكنه كان يتعامل مع "نادي النجمة الوحيدة" بطريقة خاصة. ففي عام 1959، وبعد ابتعاده عن الملاعب لأربعة أشهر بسبب الإصابة، تمّ ضمّه إلى فريق الرديف ليستعيد لياقته. لم يشتكِ، بل تقبّل القرار، وفاز ببطولة كاريوكا للناشئين، ثم عاد إلى الفريق الأول في العام التالي.

ورغم أنّه لم يكن يملك نفس الموهبة المذهلة التي تميّز بها كلٌ من غارينشا وديدي ونيلتون سانتوس، إلا أن "الذئب العجوز" حفر اسمه في التاريخ بأسلوب لعبه المفاجئ في ذلك الزمن: كان جناحًا يعود للدفاع، يظهر في خط الوسط، ويقدّم الدعم للظهير.
"تمّ اختياري للعب مع فريق الرديف. نعم، بعد أن فزت بكأس العالم، لعبت مع الفريق الثاني لناديّ. أعتقد أنّه لو كان هذا يحدث اليوم، لما قبل اللاعب بذلك. لكن الفخر الذي شعرت به لكوني لاعبًا في بوتافوغو، ولحمل النجمة الوحيدة على صدري، والاحترام الذي كنت أكنّه للنادي، كان كلّ ذلك فوق أي اعتبار."

 — ماريو

## الإحصاءات الإدارية
| بوتافوغو                            | 16 أغسطس 1966  | 18 يوليو 1970  | 238   | 85  | 64  | 89  | 035٫71 |
| البرازيل (مدرب مؤقت)                | 19 سبتمبر 1967 | 19 سبتمبر 1967 | 126   | 90  | 26  | 10  | 071٫43 |
| فلومينسي                            | 5 سبتمبر 1971  | 17 مارس 1972   | 54    | 28  | 16  | 10  | 051٫85 |
| فلامنغو                             | 24 يونيو 1972  | 13 نوفمبر 1974 | 176   | 88  | 39  | 49  | 050٫00 |
| بوتافوغو                            | ديسمبر 1975    | ديسمبر 1975    | 21    | 16  | 3   | 2   | 076٫19 |
| الكويت                              | 5 فبراير 1976  | 23 مارس 1978   | 31    | 18  | 7   | 6   | 058٫06 |
| بوتافوغو                            | 14 سبتمبر 1978 | 31 ديسمبر 1978 | 29    | 15  | 9   | 5   | 051٫72 |
| [[الهلال نادي الهلال \| نادي الهلال | 5 يناير 1979   | 26 ديسمبر 1979 | 18    | 12  | 3   | 3   | 066٫67 |
| فاسكو دا جاما                       | 4 أكتوبر 1980  | 28 مايو 1981   | 50    | 26  | 14  | 10  | 052٫00 |
| المملكة العربية السعودية            | 23 فبراير 1981 | 31 مارس 1984   | 37    | 16  | 9   | 12  | 043٫24 |
| فلامنغو                             | 18 ديسمبر 1984 | 31 أغسطس 1985  | 56    | 28  | 17  | 11  | 050٫00 |
| بوتافوغو                            | 29 ديسمبر 1986 | 27 نوفمبر 1987 | 87    | 27  | 35  | 25  | 031٫03 |
| بانغو                               | 3 نوفمبر 1988  | 27 يونيو 1989  | 67    | 17  | 30  | 20  | 025٫37 |
| الإمارات العربية المتحدة            | 2 سبتمبر 1989  | 12 يونيو 1990  | 24    | 4   | 13  | 7   | 016٫67 |
| فاسكو دا جاما                       | 2 أكتوبر 1990  | 16 مايو 1991   | 46    | 8   | 29  | 9   | 017٫39 |
| البرتغالية                          | 18 يوليو 1999  | 13 أكتوبر 2000 | 102   | 39  | 27  | 36  | 038٫24 |
| فلامنغو                             | 3 مارس 2001    | 31 ديسمبر 2001 | 65    | 32  | 11  | 22  | 049٫23 |
| الإجمالي                            | الإجمالي       | الإجمالي       | 1٬239 | 558 | 355 | 326 | 045٫04 |

## الرقم 13
ارتبط علنًا بالرقم ثلاثة عشر منذ أيام لعبه، وكشف أن أصله يعود إلى زوجته، التي كانت من أتباع القديس أنطونيوس، الذي يُحتفل بعيده في 13 يونيو.[1][2] كاثوليكي، تزوج في 13 يناير 1955. بعض مظاهر الرقم ثلاثة عشر في مسيرة الذئب العجوز:
عاما 1958 و1994 هما العامان اللذان يكون مجموع آخر رقمين فيهما (5 + 8 و9 + 4) يساوي ثلاثة عشر. أقيمت نسخة عام 1962 في تشيلي (5 أحرف): 6 + 2 + 5 = 13.
أقيمت نسخة عام 1970 في المكسيك (6 أحرف): 7 + 0 + 6 = 13.
في عام 1958، تأهل الفريق صاحب المركز الثالث عشر إلى منافسه الأرجنتين، حيث سجل هداف البطولة 13 هدفًا (الفرنسي جوست فونتين، صاحب أكبر عدد من الأهداف في نسخة واحدة)، كما سجل ثلاثي بيليه وفافا ومازولا 6 و5 وهدفين على التوالي.
أقيمت كأس العالم 1958 في مملكة السويد (13 حرفًا). في عام 1962، أكمل 13 عامًا من مسيرته الاحترافية. كان عامه الثالث عشر كمدرب في عام 1979، عندما فاز ببطولة المملكة العربية السعودية مع الهلال.
في عامي 1962 و1994، لعب المنتخب الوطني في الدور نصف النهائي يومي 13 يونيو و13 يوليو على التوالي. وكان نصف نهائي عام 1958 هو الفوز الثالث عشر للبرازيل في كأس العالم.
أقيمت كأس العالم عام 1994 في الولايات المتحدة، التي يتكون اسمها البرتغالي من ثلاثة عشر حرفًا، مثل الاسم الأمريكي، ويحتوي العلم الوطني على ثلاثة عشر خطًا. يتكون اسم مسجل ركلة الجزاء الضائعة التي حسمت اللقب الرابع، الإيطالي روبرتو باجيو، من 13 حرفًا، بالإضافة إلى "الأبطال أربع مرات". يتكون اسما أمبرو وكوكاكولا، رعاة كانارينها في ذلك الوقت، من 13 حرفًا، وهو نفس عدد أحرف روماريو وبيبيتو مجتمعين.
بالانضمام إلى دوري اللاعب والمدرب، كانت أول مباراة له في المكسيك هي مباراته الثالثة عشرة في كأس العالم: فوز 4-1 على المنتخب التشيكوسلوفاكي. في المباراة الثالثة، فاز بمباراته الثالثة عشرة بنتيجة 3-2 في رومانيا. ظهر لأول مرة مع بوتافوغو في 13 يوليو 1958، محققًا فوزًا بنتيجة 2-1 على فلومينينسي. كانت مباراته الثالثة عشرة مع المنتخب البرازيلي هي أكبر انتصار له: فوز بنتيجة 7-0 في تشيلي، ضمن كأس برناردو أوهيجينز، عام 1959.
كان ظهوره الأول في بطولة كوبا أمريكا 1997 المظفرة في 13 يونيو، محققًا فوزًا بنتيجة 5-0 على كوستاريكا. وفي العام نفسه، فاز بكأس القارات FIFA في المملكة العربية السعودية (13 حرفًا).
في عام 1967، ظهر لأول مرة كمدرب للفريق الأول لنادي غلوريوسو وفاز ببطولة كاريوكا: 6 + 7 = 13. في عام 1949، فاز ببطولة تورنيو إنيسيو (كلاعب مع أمريكا)، وهو أول لقب احترافي له في عامه الأول. وإذا أخذنا الأندية فقط في الاعتبار، فإن فترته الثالثة عشرة كمدرب كانت مع فلامنجو (2000-2001)، وهي آخر وظيفة له في هذا المنصب، عندما فاز بدوري أبطال أوروبا عام 2001.
احتفالًا بفوز البرازيل في كوبا أمريكا عام 2004، هتف: "بطل البرازيل" مكون من 13 حرفًا، و"وصيف الأرجنتين" أيضًا!.
| الرقم | التاريخ        | المباراة                       | البطولة                               | الأهداف  |
| ----- | -------------- | ------------------------------ | ------------------------------------- | -------- |
| 1     | 4 أيّار 1958    | البرازيل 5–1 الباراغواي        | كأس أوزوالدو كروز                     | —        |
| 2     | 7 أيّار 1958    | البرازيل 0–0 الباراغواي        | كأس أوزوالدو كروز                     | —        |
| 3     | 14 أيّار 1958   | البرازيل 4–0 بلغاريا           | مباراة وديّة                           | —        |
| 4     | 8 حزيران 1958  | البرازيل 3–0 النمسا            | كأس العالم - دور المجموعات            | —        |
| 5     | 11 حزيران 1958 | البرازيل 0–0 إنجلترا           | —                                     | —        |
| 6     | 15 حزيران 1958 | البرازيل 2–0 الاتّحاد السوفييتي | —                                     | —        |
| 7     | 19 حزيران 1958 | البرازيل 1–0 ويلز              | كأس العالم - ربع النهائي              | —        |
| 8     | 24 حزيران 1958 | البرازيل 5–2 فرنسا             | كأس العالم - نصف النهائي              | —        |
| 9     | 29 حزيران 1958 | السويد 2–5 البرازيل            | كأس العالم - النهائي                  | هدف مُسجَّل |
| 10    | 10 حزيران 1959 | البرازيل 2–2 البيرو            | بطولة أمريكا الجنوبيّة - دور المجموعات | —        |
| 11    | 15 آذار 1959   | البرازيل 3–0 التشيلي           | —                                     | —        |
| 12    | 21 آذار 1959   | البرازيل 4–2 بوليفيا           | —                                     | —        |
| 13    | 17 أيلول 1959  | البرازيل 7–0 التشيلي           | كأس برناردو أوهيغينز                  | —        |
| 14    | 20 أيلول 1959  | البرازيل 1–0 التشيلي           | —                                     | —        |
| 15    | 29 حزيران 1960 | البرازيل 4–0 التشيلي           | مباراة وديّة                           | —        |
| 16    | 3 تمّوز 1960    | الباراغواي 1–2 البرازيل        | كأس الأطلسي                           | —        |
| 17    | 3 أيّار 1961    | الباراغواي 2–3 البرازيل        | كأس أوزوالدو كروز                     | هدف مُسجَّل |
| 18    | 11 أيّار 1961   | التشيلي 0–1 البرازيل           | كأس برناردو أوهيغينز                  | —        |
| 19    | 24 نيسان 1962  | البرازيل 4–0 الباراغواي        | كأس أوزوالدو كروز                     | هدف مُسجَّل |
| 20    | 6 أيّار 1962    | البرازيل 2–1 البرتغال          | مباراة وديّة                           | هدف مُسجَّل |
| 21    | 16 أيّار 1962   | البرازيل 3–1 ويلز              | مباراة وديّة                           | —        |
| 22    | 30 أيّار 1962   | البرازيل 2–0 المكسيك           | كأس العالم - دور المجموعات            | هدف مُسجَّل |
| 23    | 2 حزيران 1962  | البرازيل 0–0 تشيكوسلوفاكيا     | —                                     | —        |
| 24    | 6 حزيران 1962  | البرازيل 2–1 إسبانيا           | —                                     | —        |
| 25    | 10 حزيران 1962 | البرازيل 3–1 إنجلترا           | كأس العالم - ربع النهائي              | —        |
| 26    | 13 حزيران 1962 | التشيلي 2–4 البرازيل           | كأس العالم - نصف النهائي              | —        |
| 27    | 17 حزيران 1962 | البرازيل 3–1 تشيكوسلوفاكيا     | كأس العالم - النهائي                  | —        |
| 28    | 16 نيسان 1963  | البرازيل 5–2 الأرجنتين         | كأس روكا                              | —        |
| 29    | 21 نيسان 1963  | البرتغال 1–0 البرازيل          | مباراة وديّة                           | —        |
| 30    | 24 نيسان 1963  | بلجيكا 5–1 البرازيل            | مباراة وديّة                           | —        |
| 31    | 17 أيّار 1963   | مصر 0–1 البرازيل               | مباراة وديّة                           | —        |
| 32    | 19 أيّار 1963   | فلسطين المحتلّة 0–5 البرازيل    | مباراة وديّة                           | —        |
| 33    | 22 أيّار 1963   | ألمانيا الغربيّة 0–3 البرازيل   | مباراة وديّة - تشكيل كأس العالم 1950   | —        |
| 34    | 7 حزيران 1964  | البرازيل 4–1 البرتغال          | كأس الأمم                             | —        |

## الحياة الشخصية والإرث
تزوج ماريو من ألسينا دي كاسترو في 13 يناير 1955 بكنيسة الكبوشيين بريو دي جانيرو، في علاقة زوجية استمرت 57 عاماً حتى وفاتها في 5 نوفمبر 2012. أنجب الزوجان أربعة أطفال، وكان ماريو معروفاً بتدينه الكاثوليكي العميق الذي ظل ملتزماً به طوال حياته.
عُرف ماريو بتفرده في حمل لقبه العائلي (الذي كان يُكتب خطأً "ماريو" معظم مسيرته حتى صححه في التسعينات)، كما تميز بكونه المهاجم البرازيلي الوحيد الفائز بكأس العالم الذي عُرف بلقبه بدلاً من اسمه الأول. تنحدر أصوله إلى لبنان، مما أضاف بعداً ثقافياً آخر لشخصيته المتعددة الأبعاد.
في سنواته الأخيرة، واجه ماريو تحديات صحية متعددة، حيث دخل المستشفى في يوليو 2022 بسبب عدوى تنفسية، ثم أمضى 22 يوماً تحت الرعاية الطبية في أغسطس 2023 نتيجة التهاب بولي. توفي الأسطورة في 5 يناير 2024 عن عمر ناهز 92 عاماً بعد فشل متعدد في الأعضاء نتيجة تفاقم أمراض سابقة، ليغادر بذلك آخر من تبقى من جيله الذهبي، تاركاً إرثاً لا يمحى في تاريخ الكرة البرازيلية والعالمية.

## الإنجازات

### كلاعب:

#### مع فلومينينسي:
- بطل دوري ولاية ريو دي جانيرو: 1953، 1954، 1955.

#### مع بوتافوجو:
- بطل بطولة ريو-ساو باولو: 1962، 1964.
- بطل دوري ولاية ريو دي جانيرو: 1961، 1962.

#### مع المنتخب البرازيلي:
- بطل كأس العالم: 1958، 1962.

### كمدرب:

#### مع بوتافوغو:
- بطل الدوري البرازيلي: 1968.
- بطل دوري ولاية ريو دي جانيرو: 1967، 1968.

#### مع فلومينينسي:
- بطل دوري ولاية ريو دي جانيرو: 1971.

#### مع فلامنجو:
- بطل كأس الأبطال: 2001
- بطل دوري ولاية ريو دي جانيرو: 1972، 2001.

#### مع الهلال السعودي:
- بطل الدوري السعودي: 1978-79.

#### مع المنتخب البرازيلي:
- بطل كأس العالم: 1970.
- بطل كوبا أمريكا: 1997.
- بطل كأس القارات: 1997.

#### مع المنتخب الكويتي:
- بطل كأس الخليج: 1976

#### مع المنتخب البرازيلي:
- بطل كأس العالم: 1994.

#### الجوائز الفردية:
- أفضل مدرب منتخب في العالم من الاتحاد الدولي لتاريخ وإحصاءات كرة القدم: 1997.
- التصنيف التاسع لأعظم مدرب في التاريخ من مجلة وورلد سوكر: 2013.
- التصنيف السابع والعشرين لأعظم مدرب في التاريخ من مجلة فور فور تو: 2020.

## وفاته
توفي ماريو في 5 يناير 2024 عن عمر ناهز الثانية والتسعين، ليكون آخر عمالقة الجيل الذهبي في البرازيل.
كان اللاعب والمدرب السابق يعاني من تدهور صحته لعدة سنوات. في سبتمبر 2023، أمضى حوالي عشرين يومًا في المستشفى بسبب التهاب في المسالك البولية. في 26 ديسمبر، نُقل مجددًا إلى مستشفى بارا دور، حيث عانى من فشل في وظائف الأعضاء بسبب تفاقم أمراض أخرى مصاحبة. أعلنت الحكومة البرازيلية الحداد الرسمي لمدة ثلاثة أيام حدادًا على وفاة لاعب كرة القدم.
وُضع جثمان ماريو في مقر الاتحاد البرازيلي لكرة القدم، ودُفن في مقبرة ساو جواو باتيستا. ووفقًا لصحيفة متروبوليس، يُقدر أن ماريو قد ترك ميراثًا بقيمة 13 مليون ريال برازيلي.

## روابط خارجية
- ماريو زاغالو على موقع IMDb (الإنجليزية)
- ماريو زاغالو على موقع قاعدة بيانات الفيلم (الإنجليزية)
- ماريو زاغالو على موقع الاتحاد الدولي (مؤرشف)  (الإنجليزية)
- ماريو زاغالو على موقع قاعدة بيانات كرة القدم.إي يو (الإنجليزية)
- ماريو زاغالو على موقع ليكيب (الفرنسية)
- ماريو زاغالو على موقع ناشيونال فوتبول تيمز (الإنجليزية)
- ماريو زاغالو على موقع أوليمبيديا (الإنجليزية)

| سبقه ألف رامسي | المدرب الفائز بكأس العالم لكرة القدم 1970 | تبعه هيلموت شون |